# Бад-Пірмонт
Бад-Пірмонт (нім. Bad Pyrmont, [bat pyrˈmɔnt] чи [ˈpyrmɔnt], Пюрмонт) — місто в Німеччині, розташоване в землі Нижня Саксонія. Входить до складу району Гамельн-Пірмонт. 
Площа — 61,96 км2. Населення становить 19 285 ос. (станом на 31 грудня 2021).

## Видатні люди
- Макс Борн (1882–1970), жив у Бад-Пірмонті наприкінці життя, з 1951[2] (за іншими даними з 1954[3]) року
- Фердинанд Бюхнер[ru] (1823–1906)
- Фрідріх Драке (1805–1882)
- Детлеф Цюльке (нар. 1947)

## Галерея

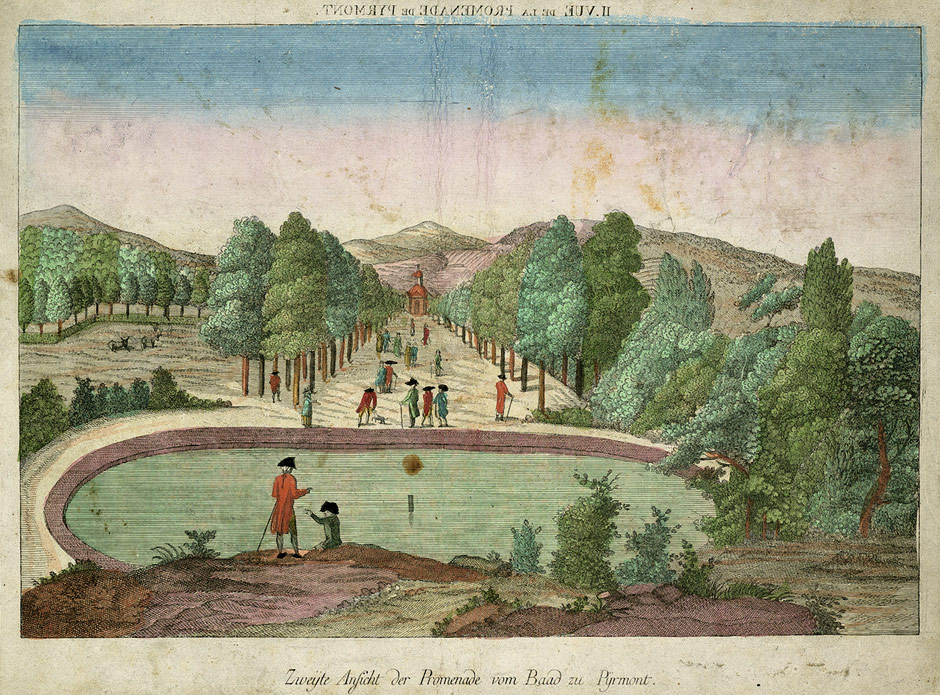
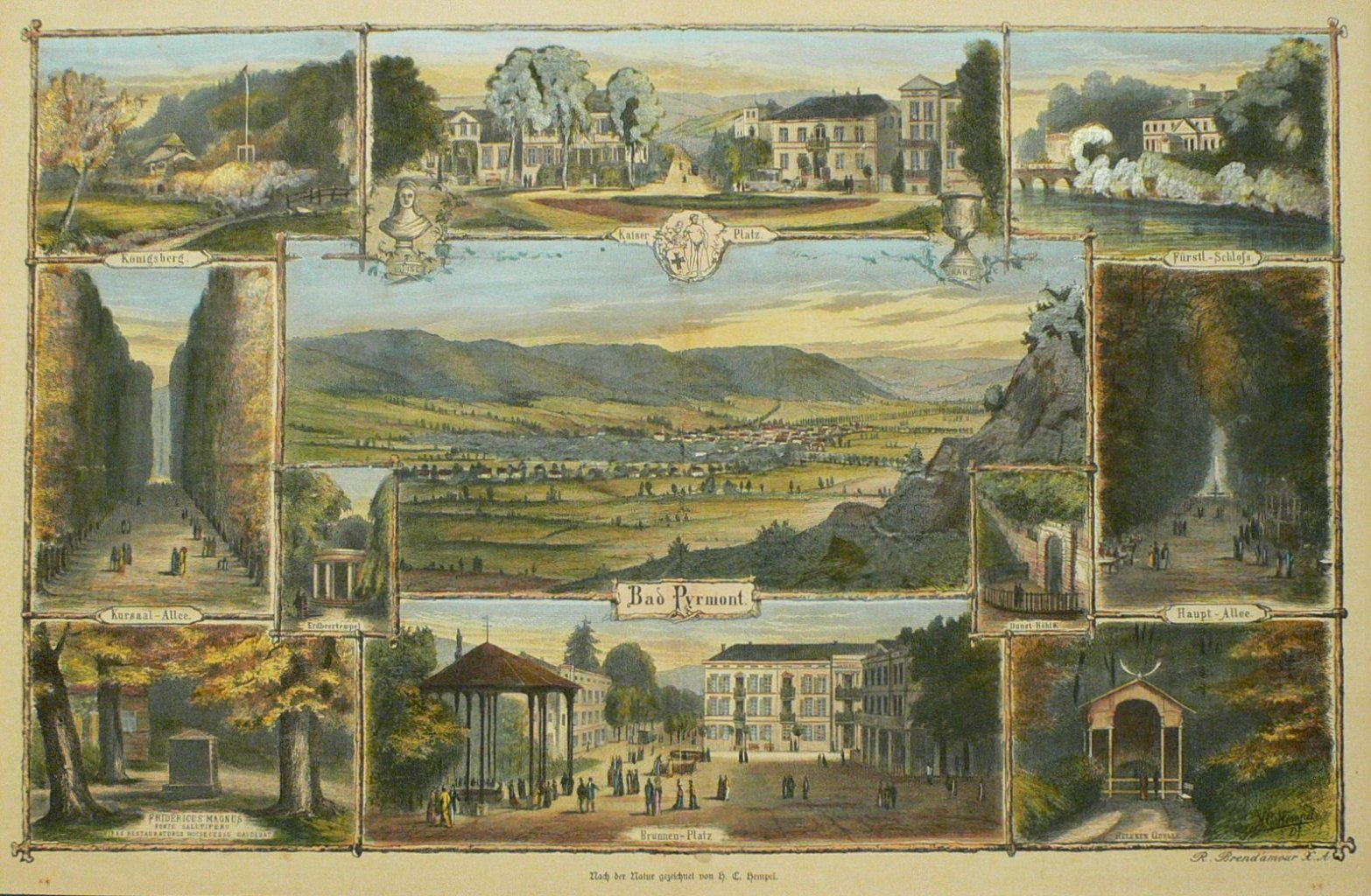
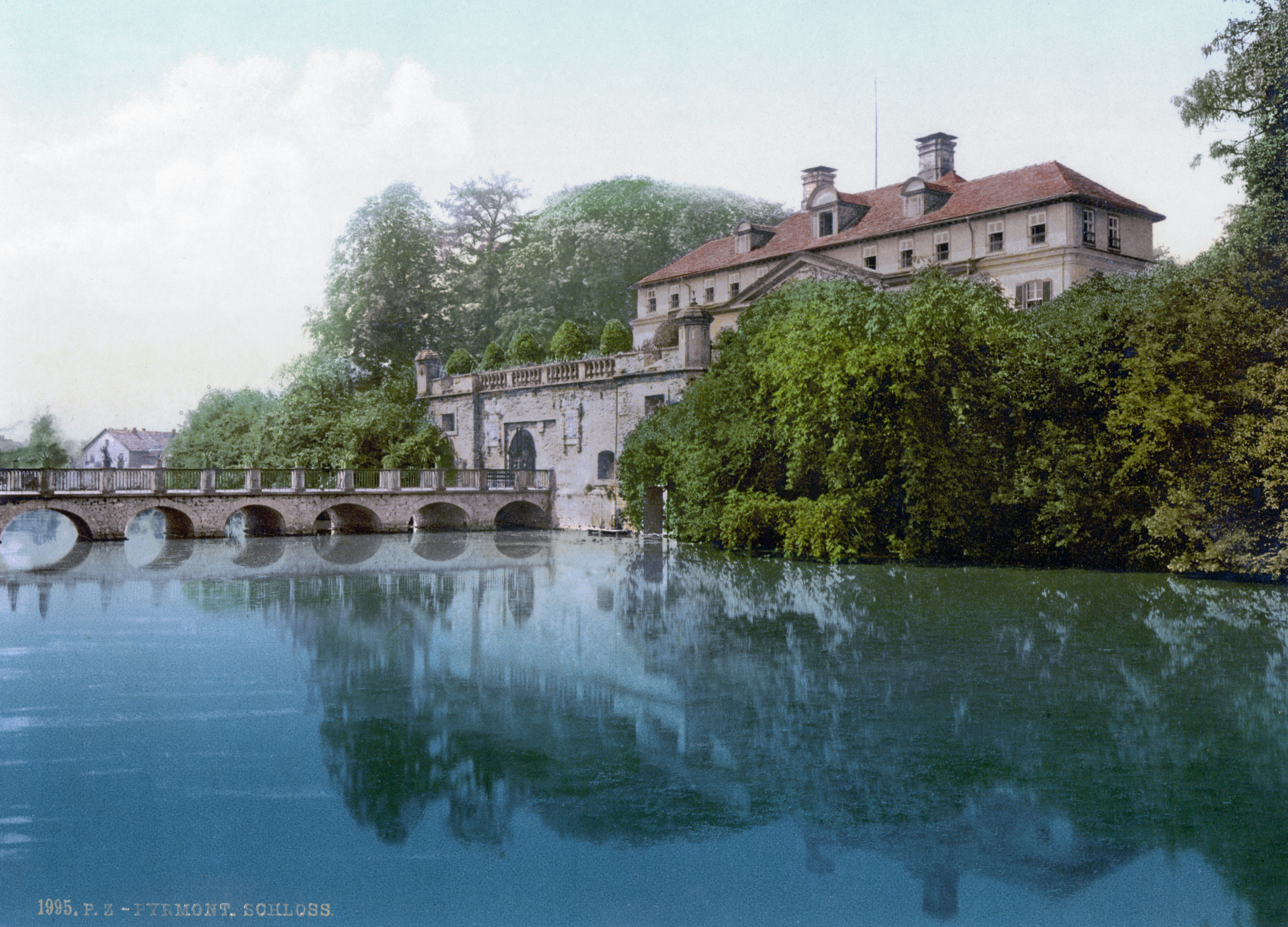
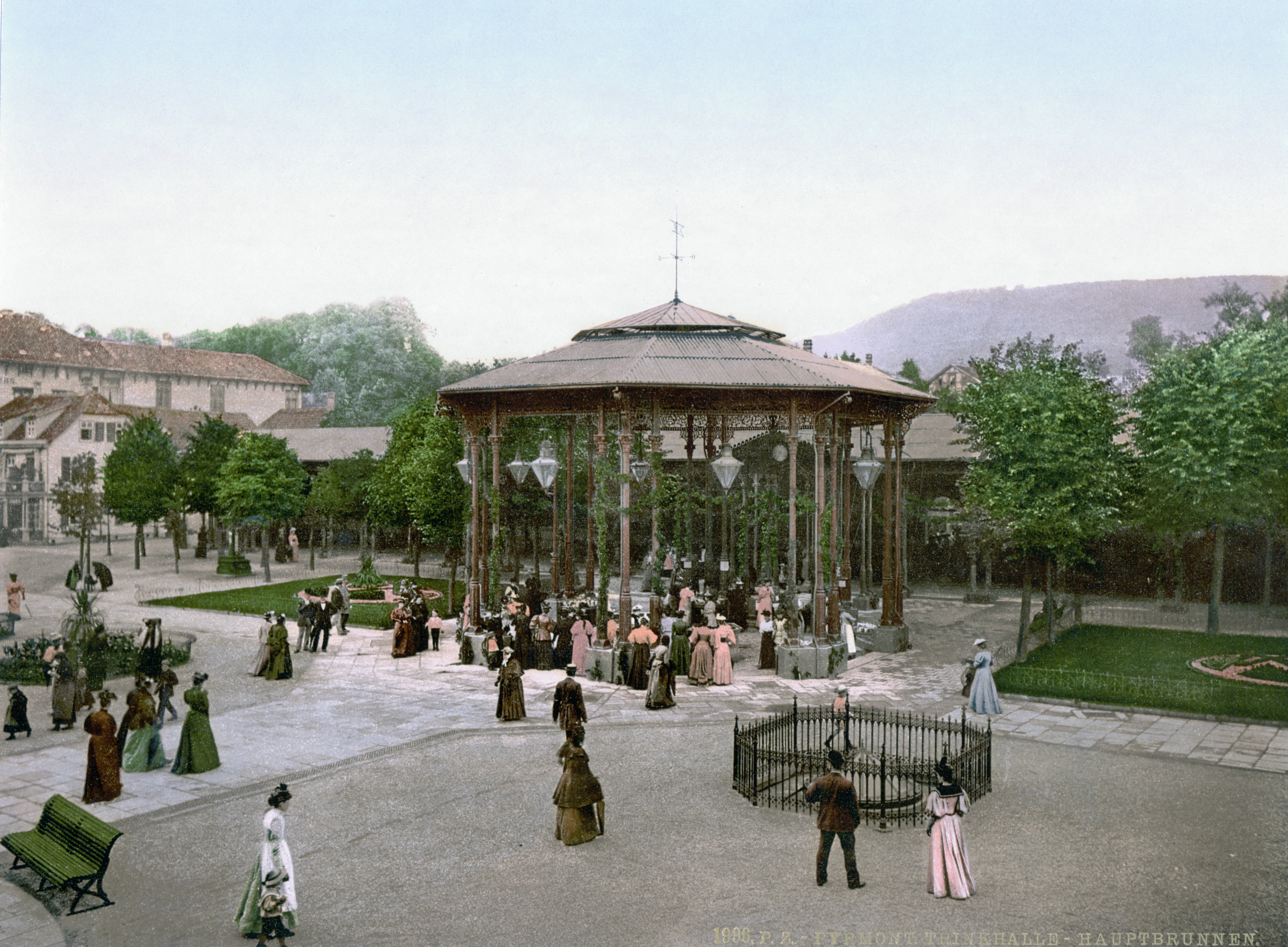
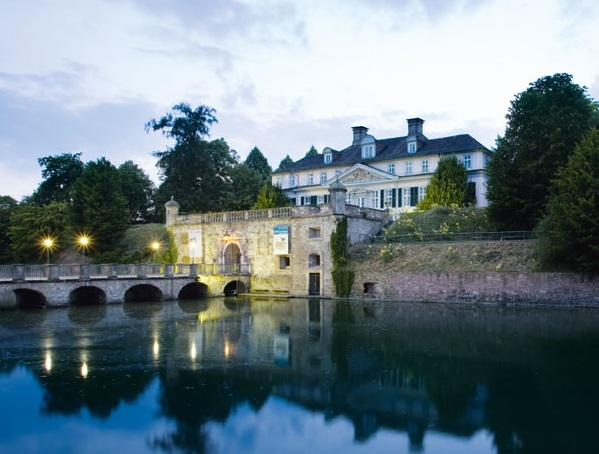
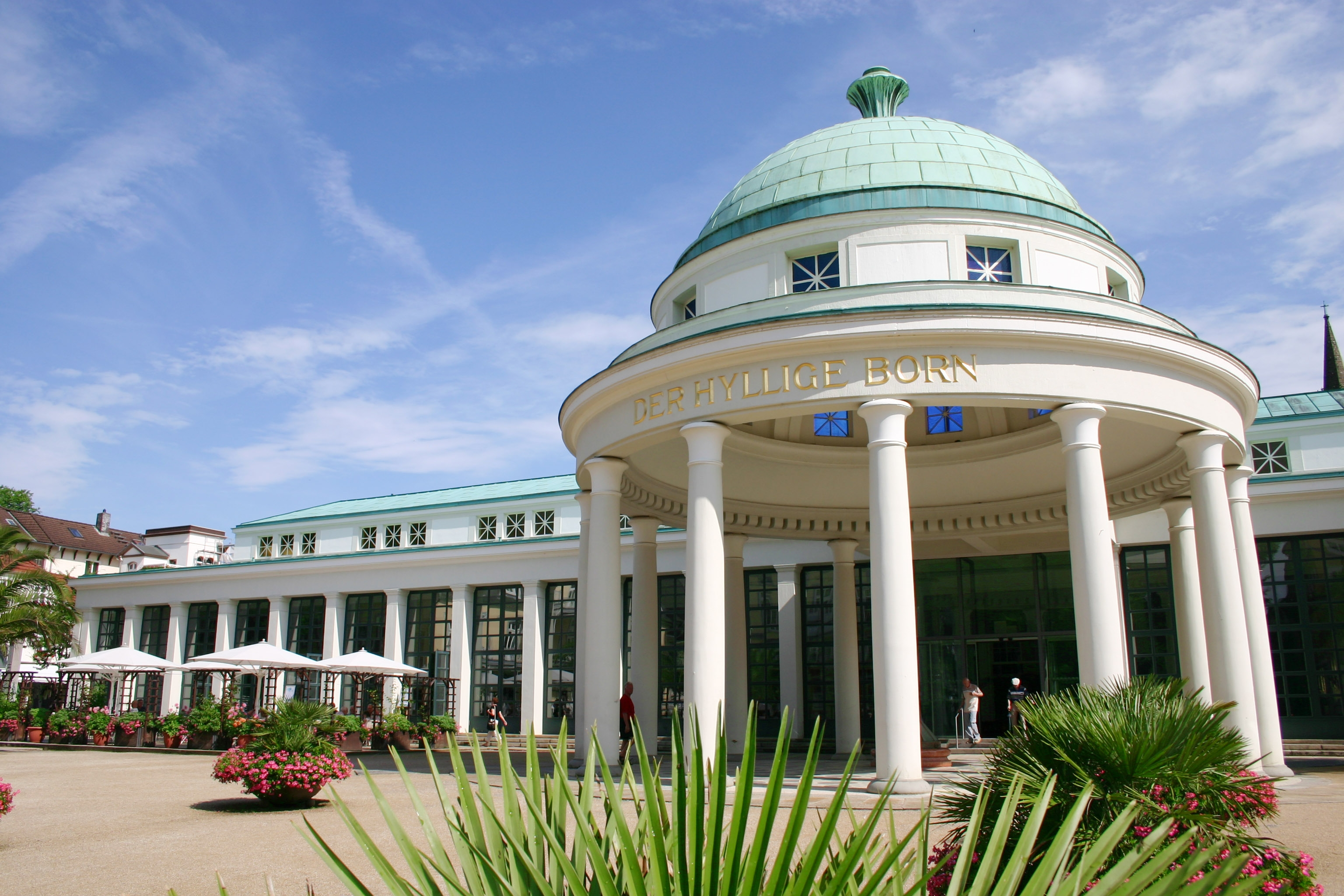